# Gérakas (ort)
Gérakas är en ort i Grekland.   Den ligger i prefekturen Lakonien och regionen Peloponnesos, i den södra delen av landet, 140 km söder om huvudstaden Aten. Gérakas ligger 123 meter över havet och antalet invånare är 120.
Terrängen runt Gérakas är kuperad åt sydväst, men åt nordost är den platt. Havet är nära Gérakas åt nordost.  Närmaste större samhälle är Monemvasía, 13,0 km söder om Gérakas. 